# Fuente del Parral

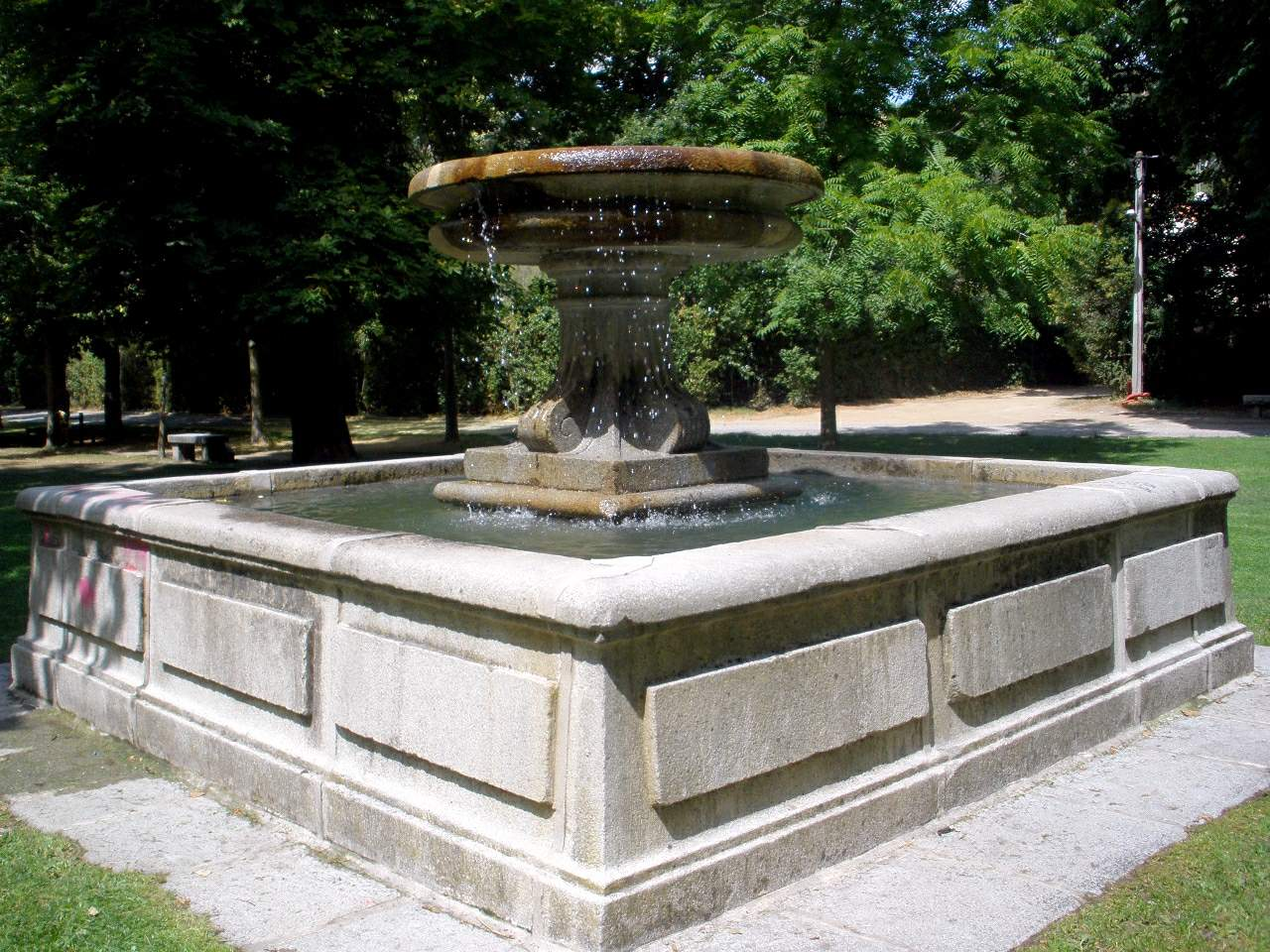
La fuente, en su estado actual.

La Fuente del Parral es una fuente barroca situada en la Alameda del Parral en Segovia, obra de Pedro de Brizuela.

## Historia
La fuente fue diseñada por el arquitecto barroco segoviano Pedro de Brizuela por encargo de los monjes jerónimos del monasterio de Santa María del Parral de esa ciudad hacia 1618.

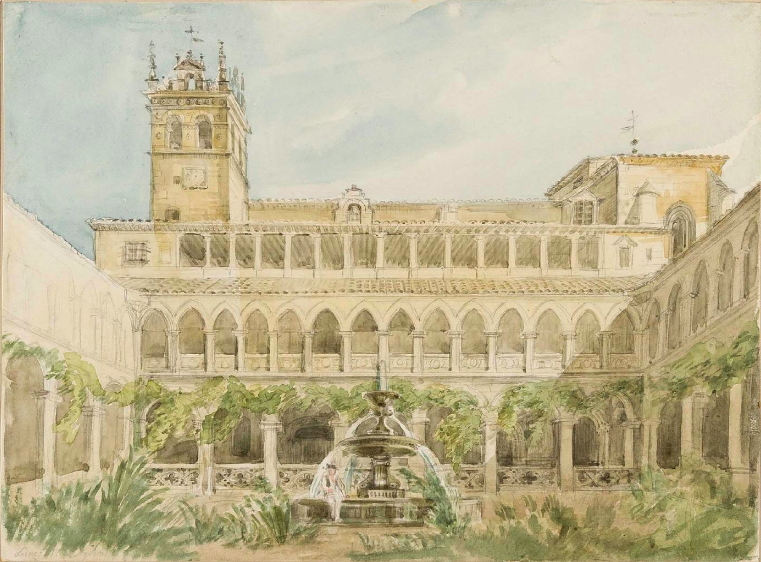
La fuente, en su ubicación y forma original, en el centro del claustro principal del monasterio de Santa María del Parral.

Gracias a un dibujo de Valentín Carderera fechado el 17 de agosto de 1847 se conoce que, en esa fecha, la fuente continuaba en funcionamiento.
Con posterioridad la fuente fue trasladada al centro de la Alameda del Parral, inmediato al monasterio homónimo. Desde su instalación en la Alameda, la fuente sirvió de hito para la celebración de bailes espontáneos populares como parte del espacio de ocio que constituía la Alameda para la población de Segovia.

## Descripción
La fuente cuenta con dos cuerpos, un primer pilón cuadrado de granito en medio del cual se erige un vaso redondo sostenido por cuatro volutas dispuestas sobre una planta de cruz. Sobre este vaso se sostenía originalmente un jarrón de gusto clásico que no se conserva en la actualidad.
La fuente se encuentra realizada en granito y se sitúa hacia la mitad de la Alameda del Parral.